# 木村章弘
木村 章弘（きむら あきひろ）は、元京都情報大学院大学の教授、元京都コンピュータ学院洛北校校長、元京都コンピュータ学院システム室室長、元日本応用情報学会（NAIS）理事である。
専門分野はネットワーク、情報セキュリティである。医療情報技師の資格を取得している。

## 略歴
- 京都工芸繊維大学工学士，同大学院修士課程修了，工学修士

## 主要な研究論文
- “離散渦法による2次元物体周りの流れの数値計算”（1984，単著）
- “擬似圧縮法による2次元物体周りの流れの数値計算”（1984，単著）
- “ネットワークの運用管理入門について”，アキュームVol.19，2011